# 1899 en Colombie-Britannique
Chronologie de la Colombie-Britannique
- 1895
- 1896
- 1897
- 1898
- 1899
- 1900
- 1901
- 1902
- 1903

Cette page concerne des événements qui se sont produits durant l'année 1899 dans la province canadienne de Colombie-Britannique.

## Politique
- Premier ministre : Charles Augustus Semlin.
- Chef de l'Opposition :
- Lieutenant-gouverneur : Thomas Robert McInnes
- Législature :

## Événements
- 21 juin : signature du Traité 8 entre la reine et les tribus du Nord de l'Alberta, Saskatchewan, Territoires du Nord-Ouest et nord est de la Colombie-Britannique.

## Décès
- 1er juin : Pierre-Paul Durieu, évêque de l'Archevêque de Vancouver (1890-1899).